# Polygala decipiens
Polygala decipiens är en jungfrulinsväxtart som beskrevs av Bess.. Polygala decipiens ingår i släktet jungfrulinssläktet, och familjen jungfrulinsväxter. Inga underarter finns listade i Catalogue of Life.